# احمد شعبان
احمد شعبان (عربی: أحمد شعبان؛ زادهٔ ۱۰ اکتبر ۱۹۷۸) یک ورزشکار اهل مصر است.
از باشگاه‌هایی که در آن بازی کرده‌است می‌توان به تیم ملی فوتبال مصر اشاره کرد.
وی همچنین در تیم ملی فوتبال مصر بازی کرده‌است.